# 東鄰西舍
東鄰西舍（英語: The Neighborhood）是一部由吉姆·雷諾茲 (Jim Reynolds) 創作的美國情景喜剧電視連續劇，於2018年10月1日在CBS首播。該劇集講述了一個中西部白人家庭如何適應搬入加利福尼亞州 帕薩迪納一個以黑人為主的社區。它由藝人塞德里克、馬克斯·格林菲爾德、肖恩·麥金尼、馬塞爾斯皮爾斯、漢克·格林斯潘、蒂琪娜·阿諾德和貝絲·貝爾斯主演。該劇至今已播出五季。2023年1月，該系列續訂了第六季。